# 杭州市余杭高级中学
杭州市余杭高级中学，简称餘高，即杭州市临平中学，浙江省一级重点中学，成立于1952年。

## 历史
1952年11月19日，临平中学成立，校址在临平东大街116号。1981年5月，学校成为浙江省80所重点中学之一。1997年，成为省一级重点中学。1998年，校址迁移至荷花塘今址，改名杭州市余杭高级中学。2020年全面托管临平二中，成立教育集团。